# Flyvestation Avnø
Flyvestation Avnø är en före detta flygbas på halvön Avnø på södra Själland i Danmark. Den ligger i Vordingborgs kommun och Region Själland, i den sydöstra delen av landet, 80 km sydväst om Köpenhamn. Flyvestation Avnø ligger 4 meter över havet. 
Från 1931 utbildades militärpiloter på flygbasen och efter andra världskriget även piloter från flygvapnet, men år 1993 flyttade utbildningen till Flyvestation Karup.

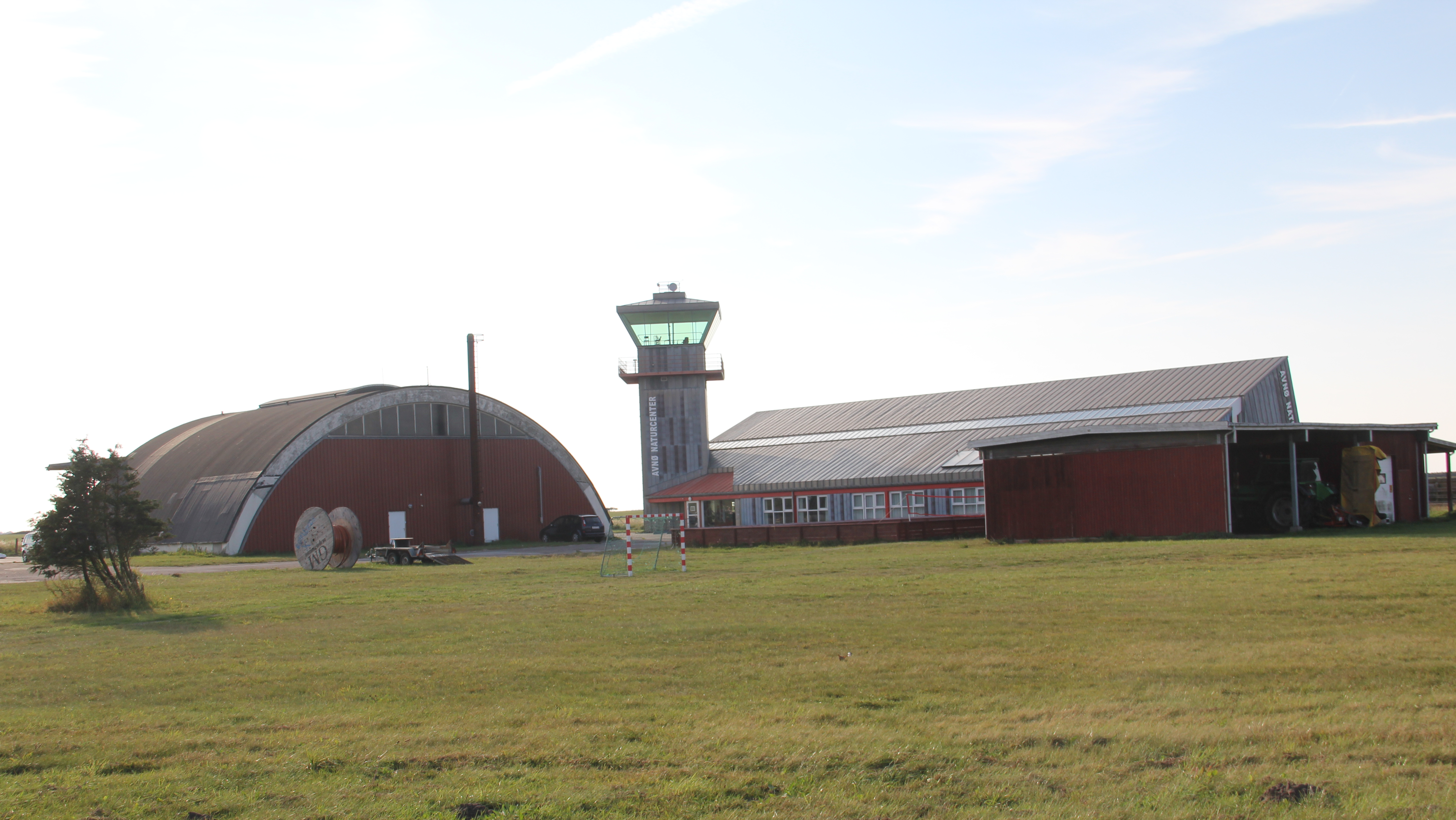
Avnø naturcenter.

De gamla byggnaderna har omvandlats till ett naturcenter med kontrolltornet som fågeltorn och utställningar i avgångshallen. Området runt den tidigare flygbasen ingår i Natura 2000-området Havet og kysten mellem Karrebæk Fjord og Knudshoved Odde och är både fågelskyddsområde och  Ramsar-område.